# Tottoi
Tottoi (トトイ?, Totoi) è uno speciale televisivo anime del 1992 prodotto da Nippon Animation, diretto da Norifumi Kiyozumi e trasmesso da NHK. È ispirato alle vicende narrate dall'autore italiano Gianni Padoan nell'omonimo racconto.

## Trama
Tottoi (Giovanni Antonio in italiano) è un ragazzino di circa 14 anni, figlio di un sardo emigrato in Germania Ovest.
Alla morte di sua madre, il padre decide di tornare nel paese natio, in Sardegna, ritenendolo un luogo più sano per crescere i suoi due figli. Tottoi e la sorellina si ritrovano quindi a Dorgali, ed in particolare nella sua frazione marittima di Cala Gonone.
Durante un'escursione alle grotte marine del Bue Marino, mentre Tottoi è intento a nuotare, fa la sua improvvisa comparsa una foca monaca del Mediterraneo, che lascia di stucco il ragazzo, unico testimone dell'inaspettato incontro.
La foca monaca, ritenuta estinta in quelle acque da almeno un decennio, è infatti ricomparsa nella grotta, scegliendo una spiaggia al suo interno per partorire un cucciolo.
Tottoi, accompagnato da un naturalista locale, farà amicizia con la foca ed il suo cucciolo, che chiamerà Zabaione per via di una macchia gialla sul ventre.
Tottoi ed i suoi amici, nel prosieguo della storia, saranno impegnati a difendere le foche da uno spietato imprenditore americano, intenzionato a catturare i due mammiferi per il suo zoo privato in Florida.

## Doppiaggio giapponese
| Personaggio                      | Doppiatore originale giapponese |
| -------------------------------- | ------------------------------- |
| Greg                             | Chafūrin                        |
| Francesca Muggianu               | Chieko Honda                    |
| Hoit                             | Daisuke Gouri                   |
| Giovanni Antonio Muggianu/Tottoi | Daisuke Namikawa                |
| Capitano Marco                   | Ikuya Sawaki                    |
| Reinhart                         | Jun'ichi Kanemaru               |
| Billia                           | Kappei Yamaguchi                |
| Cipriano Muggianu                | Kei Tomiyama                    |
| Totorino                         | Ken Yamaguchi                   |
| Stanis Muggianu                  | Ken'ichi Ogata                  |
| Grazia Muggianu                  | Miyuki Ichijō                   |
| Caterina                         | Naoko Matsui                    |
| Popol                            | Naomi Oka                       |
| Nanni Spass                      | Seizo Katou                     |
| Jack Land                        | Takeshi Watabe                  |
| Massimo                          | Takumi Yamazaki                 |
| Pedro                            | Toshiharu Sakurai               |
| la guida                         | Wataru Takagi                   |

## Edizioni
Il cartone è rimasto inedito in Italia fino al 2012, quando il 17 marzo è stato proiettato al teatro comunale di Dorgali, nei luoghi quindi dove è ambientato.
Il doppiaggio in italiano e sardo è stato eseguito dagli alunni della 1ª A della scuola media di Dorgali.
In Italia l'anime è tuttora inedito, mentre è stata commercializzata la versione in VHS prodotta dalla Just for KIDS Home Video col titolo The Secret of the Seal negli Stati Uniti e in Gran Bretagna. In Spagna le reti televisive hanno trasmesso il lungometraggio doppiato in spagnolo. Quest'ultima versione è tuttora facilmente reperibile.
È stato inoltre prodotto un videogioco didattico negli anni '90, diffuso nei paesi anglofoni per imparare la grammatica inglese.